# Reginald Fessenden
Reginald Aubrey Fessenden (6 de outubro de 1866 — 22 de julho de 1932) foi um inventor canadense.

## Vida
Treinado como eletricista, as atividades de pesquisa de Fessenden o levaram aos Estados Unidos da América, onde trabalhou com Thomas Alva Edison como químico no desenvolvimento de materiais isolantes para cabos elétricos. Em 1892, ele trabalhou com George Westinghouse na iluminação da Exposição Mundial Colombiana em Chicago. Fessenden tornou-se professor de engenharia elétrica na Purdue University e, um ano depois, reitor do departamento de engenharia elétrica da Western University of Pennsylvania.
Em 23 de dezembro de 1900, ele conduziu um primeiro experimento em transmissão de voz sem fio a uma distância de 1,5 km.  Não há evidências da inteligibilidade da fala deste experimento. Finalmente, em 1902, com o apoio de dois empresários de Pittsburgh, Fessenden fundou a National Electric Signaling Company (NESCO) com o objetivo de estabelecer links de rádio em código Morse para o US Weather Bureau entre Brant Rock (Massachusetts) e vários pontos nos EUA.
Em 1903, o primeiro transmissor de máquina de Fessenden foi construído por Charles P. Steinmetz na General Electric (GE). Era um transmissor de ondas longas, o chamado alternador. Em 1904, Fessenden encomendou à GE a construção de um alternador mil vezes mais potente.
Dois anos depois, em 1906, Ernst Alexanderson apresentou o alternador Alexanderson completo, um transmissor de ondas longas que foi instalado na estação de rádio de Fessenden em Brant Rock. Isso permitiu que Fessenden transmitisse o primeiro programa de rádio do mundo na véspera de Natal do mesmo ano. Anteriormente, ele havia pedido aos clientes do serviço de telégrafo sem fio da National Electric Signaling Company (NASCO), a empresa que financiou o trabalho de Fessenden, que ligassem seus receptores às nove horas. Aqueles que seguiram seu convite ouviram em seus dispositivos como Fessenden tocou e cantou Noite Feliz, Noite Santa no violino, tocou uma gravação do Largo de Handel em um fonógrafo Edison, leu a história de Natal da Bíblia e desejou-lhes um Feliz Natal. De acordo com Fessenden, outra remessa para o Ano Novo foi recebida no Mar do Caribe por navios da United Fruit Company.
Em 1923, em seu estudo A Civilização Dilúvida do Istmo do Cáucaso ele apresentou uma nova interpretação da mitologia e geografia dos primeiros gregos e semitas e um novo modelo para explicar a lenda do Dilúvio, combinada com uma reinterpretação dos eventos e locais descritos no relato da Atlântida de Platão. Nos círculos científicos, no entanto, os resultados de sua pesquisa encontraram pouco interesse e logo foram esquecidos novamente. Estes se concentraram na ideia da Atlântida como um mito platônico.